# Moersdorf
Moersdorf är en ort i Luxemburg. Den ligger i distriktet Grevenmacher, i den östra delen av landet, 30 kilometer nordost om huvudstaden Luxemburg. Moersdorf ligger 159 meter över havet och antalet invånare är 301.
Terrängen runt Moersdorf är kuperad österut, men västerut är den platt. Moersdorf ligger nere i en dal.  Närmaste större samhälle är Wasserbillig, 3,1 kilometer söder om Moersdorf.
I omgivningarna runt Moersdorf växer i huvudsak blandskog. Runt Moersdorf är det ganska tätbefolkat, med 129 invånare per kvadratkilometer.